# Axum (1936)
«Аксум» (італ. Axum) — військовий корабель, підводний човен типу «Адуа» Королівських ВМС Італії за часів Другої світової війни.
«Аксум» був закладений 8 лютого 1936 року на верфі компанії Cantieri Riuniti dell'Adriatico у Монфальконе. 27 вересня 1936 року він був спущений на воду, а 2 грудня 1936 року увійшов до складу Королівських ВМС Італії.

## Історія
«Аксум» після введення до строю італійського флоту увійшов до 23-ї ескадри підводних човнів у Неаполі. З 27 серпня до 5 вересня 1937 року виконував у Сицилійській протоці секретну місію в інтересах іспанських націоналістів. Після вступу Італії у війну зоною дії субмарини було визначено західне Середземномор'я. Протягом літа 1940 року провів декілька походів до північного узбережжя Африки, діяв поблизу Галіте та Сант-Антіоко.
9 листопада 1940 року підводний човен вийшов з Кальярі у патруль разом з чотирма іншими італійськими ПЧ (у тому числі «Алагі» й «Арадам») для перехоплення британського флоту, який діяв за планом операції Coat. Похід завершився безрезультатно.
Протягом 1941 року продовжував виконувати завдання в акваторії Середземного моря. 20 червня 1941 року обстріляв торпедами корабель противника, але промахнувся.
У вересні 1941 року патрулював східніше Балеарських островів із підводними човнами «Діаспро», «Серпенте» й «Арадам» з метою перехоплення британського конвою, що діяли за планом операції «Гальбед». Пошук цілей не досяг результатів, британські кораблі пройшли повз їхньої зони патрулювання.
У середині серпня 1942 року, «Аксум» увійшов до угруповання підводних сил, що вийшли на перехоплення британського конвою «П'єдестал». На виконання завдання з перехвату противника командування направило до західної частини Середземного моря 15 італійських та 2 німецьких підводних човни. Ввечері 12 серпня командир «Аксума» вийшов на конвой і, о 19:48 визначивши ціль, дав залп з чотирьох торпед, після чого негайно занурився на глибину. У результаті влучного пуску торпед усі знайшли цілі, італійський човен уразив два британські крейсери: флагман конвою контрадмірала Г. Барроу «Нігерія» і крейсер ППО «Каїр», а також стратегічно важливий танкер «Огайо». Субмарина влучила двома торпедами в корпус крейсера «Каїр», у наслідок чого він був повністю виведений з ладу. Унаслідок вибухів загинуло 24 члени екіпажу, вцілілі моряки були врятовані есмінцем «Вілтон», а корабель був розстріляний корабельними гарматами «Дервента» та потоплений. Крейсер «Нігерія» дістав важких пошкоджень і втратив 52 моряки; його в супроводі трьох есмінців повернули до Гібралтару. Він понад рік ремонтувався в доках Англії.
Четверта торпеда, що влучила в танкер «Огайо», також спричинила важкі збитки. Найважливішій з усіх суден конвою, танкер перевозив пальне до обложеної Мальти й був надзвичайно коштовним для гарнізону острову. Тільки завдяки мужності американських моряків його за підтримки британських есмінців дотягнули до Великої гавані Валлетти, де він, після розвантаження, переломився навпіл, і залишився у напівзатопленому стані перед бухтою столиці.
Ескорт конвою влаштував справжнє полювання на підводний човен. Протягом двох годин на італійську субмарину було скинуто 60 глибинних мін. О 22:50 він піднявся з глибини та вирушив на північ. Протягом наступних двох днів він продовжував патрулювання, доки 15 серпня не повернувся до Трапані.